# Amblyomma postoculatum
Amblyomma postoculatum är en fästingart som beskrevs av Neumann 1899. Amblyomma postoculatum ingår i släktet Amblyomma och familjen hårda fästingar. Inga underarter finns listade i Catalogue of Life.